# Groupe information santé
Pour les articles homonymes, voir GIS.
Le Groupe information santé (GIS) est un collectif né du même mouvement que le Groupe d'information sur les prisons et le Groupe information asiles.
Constitué officiellement le 14 mai 1972 après une première existence officieuse, il « lutte pour la restitution aux usagers de leur pouvoir sur leur corps et leur santé ».
Le GIS joue un rôle important dans la reconnaissance du saturnisme dans les usines Penarroya puis dans la lutte pour l’avortement, notamment par la publication en 1973 de la brochure Oui, nous avortons ! et l'organisation du Manifeste des 331 paru, en février 1973, dans le Nouvel Observateur, et signé par 331 médecins revendiquant avoir pratiqué des avortements malgré l'interdiction de la loi française. Les docteurs Zitoun et Jean Carpentier y participèrent.

## Définition
Il est formé de « militants concernés par le problème de la santé en France et contestant le système de santé dans son état actuel. Il se donne pour tâche : de développer l’intolérance à ce système, de débloquer ou redresser l’information sur les problèmes de santé, de lutter contre la propagande mensongère accrochant la santé à un progrès plus ou moins mythique. »
Il rassemble de jeunes praticiens, des étudiants en médecine ou d'autres agents de santé engagés à l'origine dans l'Union des étudiants communistes ou l'Union nationale des étudiants de France qui se sont reconvertis après Mai 68 dans des activités alliant leur expérience de militant avec leur compétence professionnelle.

## Histoire

### Prémices
En 1966, Pierre Jouannet a participé à la création d’une permanence de planning familial dans un dispensaire de la MNEF, avec Joëlle Brunerie-Kauffmann, gynécologue, le Mouvement Français pour le Planning Familial, et un groupe de médecins amis, première initiative de ce type en milieu étudiant. 
La notion de "Groupe d'information" est déjà présente depuis la Loi Neuwirth sur la contraception de 1967. L'un des instigateurs de cette notion est le médecin généraliste Jean Carpentier qui dès 1968, crée le Comité d'action Santé, puis anime le journal Tankonalasanté.
À l'automne 1969, le GNIES (Groupe national d'information et d'éducation sexuelle) est fondé par plusieurs associations, parmi lesquelles le Mouvement français pour le Planning familial mais aussi les syndicats d'enseignants et de d'infirmières scolaires. Ce Groupe national d'information et d'éducation sexuelle tient deux colloques successifs en 1970 et 1971, qui réclament une charte nationale en faveur de l'Éducation sexuelle.
Mais en février 1971, Jean Carpentier, médecin à Corbeil, souhaite aider deux adolescents très affectés par les remontrances subies pour s'être embrassés dans le lycée. Il sera interdit par le conseil de l'ordre d'exercer son métier pendant un an, puis condamné par la justice pour « outrage aux bonnes mœurs » pour un tract intitulé Apprenons à faire l’amour, rédigé et distribué au printemps 1971 dans les lycées de France.
Nicole Mercier, professeur de philosophie à Belfort, a accepté, à la demande de ses élèves de commenter ce tract et fait l'objet d'une plainte de la part d'un parent d'élève, deux policiers viennent un dimanche l'informer qu'elle est inculpée d'outrage aux bonnes mœurs mais elle bénéficiera d'un non-lieu.
Il faudra attendre la circulaire Fontanet du 23 juillet 1973 pour que l'information sur la sexualité en milieu scolaire soit légalisées, sous une forme facultative.
Parallèlement, les accords de Grenelle qui ont ponctué les grèves de Mai 68 ont institué la légalité de la Section syndicale d'entreprise, qui permet d'aborder les questions de santé au travail plus directement, comme lors de la lutte contre le saturnisme mené par la Grèves des ouvriers de Peñarroya en 1971 et 1972.

### Fondateurs
D'après Sylvie Rosenberg-Reiner, « il n'y a jamais eu au GIS d'inscription, de carte de membre, de bureau, de direction formalisée ». Les autres cofondateurs sont Katia et Jean-Yves Petit, Marie Blanc, Élisabeth Michaut, Pierre Jouannet et Jeannette Laot. Tous ne sont pas médecins mais mettent en avant la problématique de la santé. Ils seront rejoints par Monique Antoine, avocate du collectif de défense des procès de Bobigny en 1972 et proche du MLF, dont l'époux, Daniel Timsit, médecin, est membre du GIS, ou René Frydman, mari de Monique Frydman, ex-militante d’extrême gauche, qui participe au MLF dès le début des années 1970. 

### Premières actions, à Lens puis à Corbeil-Essonne
La date officielle de création du GIS est le 14 mai 1972, mais certaines pièces d'archives montrent qu'il a été constitué, de manière officieuse, antérieurement, avec des actions importantes dès l'hiver 1970-1971. 
Des contacts sont ainsi pris avec les mineurs du Nord de la France pour travailler sur la silicose, afin de mieux la diagnostiquer et établir la causalité des conditions de travail, en lien avec les syndicats ouvriers, ce qui débouche sur le Tribunal populaire de Lens en 1970, organisé les responsables des Houillères du Nord par le Secours rouge en décembre 1970, sous la présidence de Jean-Paul Sartre. Le GIS, avec Pierre Jouannet, a peu après activement soutenu le médecin généraliste Jean Carpentier suspendu un an en 1971 pour avoir rédigé un tract « Apprenons à faire l’amour ». Ses militants sont alors allés distribuer ce tract à la sortie du lycée de Corbeil-Essonnes.
Début 1972, un mois après la fondation officielle du groupe, le premier bulletin du "Groupe information santé", de juillet 1972 publie ainsi des appels de  soutien aux travailleurs de l'industrie du plomb de son « groupe Usine », faisant référence au Saturnisme avec une liste de signataires de l'appel. Il fait suite au collectif de médecins lyonnais menés par le biologiste Michel Leclercq, des Cahiers de Mai , qui vient de démontrer les niveaux d’intoxication saturnine et rédiger un « Dossier santé ». Le Groupe information santé (GIS), contribue alors  à la diffusion d’une « déclaration des médecins du comité de soutien aux travailleurs de Penarroya ». 

### Influence de Michel Foucault
Le collectif s'est constitué après une rencontre de ce groupe de médecins avec Michel Foucault, qui va plus tard élaborer la figure de « l'intellectuel spécifique » , qui s'engage dans le domaine qui est le sien, mettant à profit sa situation d'expert pour informer, dénoncer et agir. Cette notion ne sera élaborée explicitement par Foucault qu'en 1976, dans Politique Hebdo.
Michel Foucault vient alors de fonder le Groupe d'information sur les prisons (GIP), issu du manifeste du 8 février 1971, signé aussi par Jean-Marie Domenach, Michel Foucault et Pierre Vidal-Naquet, avec pour but de permettre la prise de parole des détenus et la mobilisation des intellectuels et professionnels impliqués dans le système carcéral.

### Terrains d'action et implantation géographique
Parmi les principes fondamentaux, la volonté de « démédicaliser » la médecine, pour "rendre aux patients un contrôle sur leurs corps et leurs santés". Le groupe dénonce l'amiante, le plomb ou le fluor ou encore la silicose, produits toxiques et maladies subies au travail, la défense des salariés constituait une de ses luttes privilégiées.
Le GIS était divisé en plusieurs sections : 
- Groupe « Sexualité, Avortement, Reproduction » (SAR);
- Groupe « santé »;
- Groupe Usine;
- Groupe « travail et santé »;
- Groupe « Hôpital »;
- Groupe « prévention »[11].

Le groupe central se trouve en région parisienne, où il est d'abord hébergé au 3 sentier Saint Simon, 94800, Villejuif, mais divers groupes se forment aussi à Lille, Brest, Caen, Rennes, Angers, Bordeaux, Montpellier, Toulouse, Grenoble, Lyon ou Marseille. L'adresse parisienne devient ensuite le 32 rue Henri Barbusse 75005 Paris. Les archives de Sylvie Rosenberg-Reiner sont transmises à Monique Pinçon-Charlot, qui les a apportées à la Bibliothèque Universitaire d'Angers.

### Lutte contre le saturnisme chez Pennaroya
Lors de la Grèves des ouvriers de Peñarroya en 1971 et 1972, qui bénéficie de l’appui des Cahiers de Mai de Daniel Anselme, un collectif de médecins démontre les niveaux d’intoxication saturnine et s'attelle à la rédaction d’un « Dossier santé ». Ils sont relayés à Paris par le réseau du Groupe information santé (GIS), qui contribue à la diffusion d’une « déclaration des médecins du comité de soutien aux travailleurs de Penarroya ». 
Le GIS est aussi alors une des premières organisations à alerter sur les problèmes de l’amiante, via des dossiers techniques.

### Stimulus du groupe de Grenoble et de «Choisir»
Au même moment, un groupe de médecins et d’étudiants en médecine s'est aussi constitué autour d'Annie Ferrey-Martin, anesthésiste au Centre hospitalier universitaire de Grenoble et membre du Planning familial depuis le milieu des années 1960, qui organise dès 1969 des débats sur les questions de sexualité et d’avortement dans la cité universitaire. 
À la suite de plusieurs réunions, de la rédaction d’un manifeste signé par des médecins de la région en 1971, Annie Ferrey-Martin participe en février 1972 à la création d’un « Comité pour l’abrogation de la loi de 1920 sur l’avortement » qui aide les femmes à avorter. Contacté par Gisèle Halimi, le comité rejoint son association Choisir la cause des femmes, fondée en juillet 1971 par Gisèle Halimi et Simone de Beauvoir, un peu avant le procès de Bobigny. En mars 1972, Annie Ferrey-Martin se rend en Angleterre avec quatre étudiants en médecine pour écrire les attendus du projet de loi de Choisir. Grâce aux liens avec le Mouvement de libération des femmes en France, ils accèdent aux réseaux féministes de Londres et à l’équipe du King’s College Hospital, qui fait des avortements avec la méthode Karman. Le groupe ramène le matériel nécessaire et commence à pratiquer selon cette technique. En octobre et novembre 1972, lors du Procès de Bobigny, Gisèle Halimi obtient l'acquittement d'une fille de 16 ans ayant avorté après un viol.

### Lutte pour la légalisation de l'avortement
La première démonstration de l'avortement par la méthode de Karman a lieu dans l'appartement de Delphine Seyrig en août 1972 en présence de militantes du MLF, de Pierre Jouannet, et du médecin à qui elle doit son nom, Harvey Karman, psychologue et militant pour la liberté de l'avortement en Californie depuis les années 1950
C'est Joëlle Brunerie-Kauffmann qui a prévenu le docteur Pierre Jouannet. À la réunion suivante du GIS, Pierre Jouannet a expliqué qu'il lui semblait important de se mettre à faire des avortements, avec pour "perspective politique de changer la loi". Les médecins du GIS se procurent ensuite le matériel et commencent à pratiquer des avortements. Le GIS publia un manuel pratique de la démédicalisation de l'avortement par la méthode d'aspiration. Ils apprennent qu'un groupe de médecins et d’étudiants à Grenoble font des avortements selon la même méthode et pensent à un manifeste de médecins affirmant pratiquer cette méthode, en écho au Manifeste des 343. Ils élaborent ce manifeste, publié dans Le Nouvel Observateur du 5 février 1973, que les médecins de Grenoble signent également, dans lequel ils déclarent pratiquer des avortements ou aider à en pratiquer en dehors de tout trafic financier.

### Fondation du syndicat MG France
Les militants du Groupe information santé ont ensuite participé à la création du Syndicat de la médecine générale qui se démarque des syndicats corporatistes en ayant une approche plus progressiste de la médecine.
Le Syndicat de la médecine générale (SMG) est ainsi créé en 1975.

### Cinéma
Le documentaire « Histoires d'A », réalisé en 1973 par Charles Belmont et Marielle Issartel  alors même que l'IVG est illégal, est une commande du Groupe information santé (GIS). Ensuite, le film est interdit de diffusion par le ministre des Affaires Culturelles Maurice Druon le 22 septembre 1973. La première projection, au cinéma d'art et d'essai Jean Renoir à Pigalle, à Paris, le 6 novembre 1973, est interrompu par la police, qui demande les bobines. Sa diffusion, qui se fait surtout illégalement à travers le réseau des groupes locaux du Mouvement pour la liberté de l'avortement et de la contraception (MLAC) a été un parcours du combattant jusqu'à son autorisation en 1975. Son titre était un clin d’œil moqueur, en référence au livre érotique Histoire d'O qui était très présent dans les médias. À Paris, l'hebdomadaire L'Express, alors dirigé par Françoise Giroud a organisé une projection privée près de l'Esplanade des Invalides, qui était noire de cars de CRS pour empêcher la projection. 
Les réalisateurs ont reçu un soutien du Mouvement français pour le planning familial, qui a donné 10 000 francs pour louer le matériel. Ils ont souhaité le filmer en noir et blanc, en pensant que cela adoucirait le propos et permettrait d'être didactique. Comme il était impossible d'avorter en France, beaucoup de femmes partaient à l'étranger, en Angleterre, en Hollande, lorsqu'elles en avaient les moyens et ils ont souhaité donner tout l'argent tiré du film au Mouvement pour la liberté de l'avortement et de la contraception (Mlac).

## Archives
Un fonds consacré au Groupe information santé se trouvent au Centre des archives du féminisme, à l'université d'Angers.

## Publications
- Collectif, Oui nous avortons, Bulletin spécial du Groupe Information Santé, éditions Gît-le-Cœur, 1973, notice et illustration de couverture.